# إيفور فرنسيس (صحفي)
إيفور فرنسيس (بالإنجليزية: Ivor Francis)‏ هو رسام وصحفي أسترالي، ولد في 13 مارس 1906، وتوفي في 6 نوفمبر 1993.